# Conquista española de las Bahamas
La conquista española de las Bahamas fue el resultado de una exitosa expedición militar ordenada por Bernardo de Gálvez y mandada por Juan Manuel Cagigal y Monserrat y como segundo a Francisco de Miranda, que tuvo lugar durante la guerra de Independencia de los Estados Unidos en mayo de 1782.

## Contexto histórico
Cristóbal Colón llegó al archipiélago en 1492, concretamente a la isla de Guanahani (que rebautizó como San Salvador), reclamando el archipiélago para España, por lo que un pequeño número de españoles, que formaban parte de la tripulación del barco, se asentó allí temporalmente. El Tratado de Tordesillas de 1494 dividió teóricamente los nuevos territorios entre el Reino de Castilla y el Reino de Portugal, colocando a las Bahamas en la esfera española. 
Sin embargo, el archipiélago resultó poco atractivo para los españoles por la escasez de metales preciosos, por lo que prácticamente ninguno se asentó allí permanentemente. Además, una parte de los lucayos, los nativos del archipiélago, fueron enviados a diferentes islas del Caribe, siendo la última de ellas Santo Domingo, en 1520, para que trabajaran en las minas de esas islas, con el fin de reemplazar a los indígenas que habían muerto en las mismas a causa del trabajo duro y de las epidemias. Fueron precisamente estas las que no solo hicieron desaparecer a la mayor parte de la población indígena de Santo Domingo, sino que también diezmaron al grupo de amerindios exportado a esas islas. La mayoría de los que permanecieron en Las Bahamas murieron al contraer enfermedades a las que no tenían inmunidad; la mitad de ellos murieron de viruela. Como resultado de estas depredaciones la población de las Bahamas se vio gravemente disminuida.
Debido a que el archipiélago quedó deshabitado, se convirtió en refugio de piratas, bucaneros y filibusteros europeos y en un objetivo de colonización por parte de otros grupos europeos, a pesar de que España aún no había anulado su dominio sobre el archipiélago, al menos no oficialmente. Así, un grupo de colonos franceses estableció colonias fallidas en la islas Ábaco en 1565 y 1625, pero fue a fines de la década de los 40 de ese siglo cuando se estableció la primera comunidad exitosa: En 1648 un grupo de nativos de las Bermudas, las cuales estaban superpobladas, se asentó en Las Bahamas bajo el liderado de William Sayle. Este grupo fue seguido por otro en 1666. Ambos fundaron varias colonias en el archipiélago caribeño, destacándose las de las islas Eleuthera y New Providence, respectivamente.
Sin embargo, el archipiélago seguía siendo, oficialmente, propiedad de España. Así, en la década de los 50, los colonos tuvieron ciertos conflictos con los españoles lo que, unido a la pobreza del suelo, obligó a una parte de ellos a regresar a las Bermudas. De hecho, los españoles atacaban a los náufragos y se apropiaban de sus mercaderías. Como consecuencia de este hecho, cuando los españoles aterrizaron en Las Bahamas, los corsarios británicos, aceptando la petición de los locales, se enfrentaron a los españoles y los expulsaron del archipiélago. 
Posteriormente, en 1684, el corsario cubano-español Juan de Alarcón destruyó los principales asentamientos del archipiélago, New Providence y Eleuthera, por lo que la mayoría de sus habitantes (más de 200) huyeron a la Jamaica inglesa y unos pocos (unos 50) a Maine en la provincia de Massachusetts,  en los actuales EE. UU.. Solo dos años después, en diciembre de 1686, el predicador jamaicano Thomas Bridges dirigió un pequeño grupo de colonos ingleses a Las Bahamas, asentándose en New Providence. Esta colonia se vio ampliada progresivamente por nuevos grupos de colonizadores británicos. Por su parte, Inglaterra decidió nombrar a un gobernador para el archipiélago, a pesar de que España aún reclamaba a este, Lilburn.
A principios del siglo XVIII, el Reino Unido intentó reforzar su dominio sobre el archipiélago. En 1718, durante la guerra de la Cuádruple Alianza, el Reino Unido se alió con los Habsburgo, que habían perdido su poder político en España, pues este había sido ocupado por los Borbones. El objetivo del Reino Unido era impedir la recuperación de Italia por parte de España, cuyo dominio político había caído con la Paz de Utrecht. Así, España, como castigo por dicha acción británica, invade Nasáu en 1720 con el fin de impedir el dominio británico de Las Bahamas. Sin embargo, el conflicto solo duró 6 días, siendo España derrotada por el Reino Unido, cuyas defensas terrestres eran más poderosas que el conjunto de los navíos españoles los cuales, si bien, eran algo más numerosos que los británicos en este conflicto, ya que poseían un buque más que los británicos. Esta batalla fue importante al haber sido una pieza significativa en la derrota española durante la guerra.
Durante la guerra de la Independencia estadounidense el archipiélago fue anexionado temporalmente por EE. UU., con la ocupación territorial de las tropas de  Esek Hopkins, pero este último regresaría a EE. UU. al poco tiempo, por lo que la población colonial siguió siendo, fundamentalmente, los llegados con anterioridad.

## Rendición británica
España entró en la guerra de Independencia de los Estados Unidos en 1779 y lanzó una campaña para expulsar al Reino de Gran Bretaña del golfo de México invadiendo la colonia británica de Florida Occidental y tomando sus mayores establecimientos en Mobile y Pensacola. Bernardo de Gálvez elaboró un plan para que, antes de una invasión de Jamaica, se ocupara Nasáu, capital de la isla de Nueva Providencia, desde donde era conocido que los ingleses la utilizaban para atacar el tráfico naval entre el océano Atlántico y el mar Caribe. Gálvez autorizó una expedición contra las islas a fines de 1781, pero fue pospuesta durante la campaña de Yorktown que llevó a la rendición de un ejército británico en octubre de 1781.
A principios de 1782 el esquema fue reactivado y el comando dado a Juan Cagigal, el gobernador de La Habana, teniente general de origen cubano (1739-1811), quien empleó a Miranda como ayudante de campo, y aceptó, en enero de 1782 los servicios del comodoro estadounidense Alexander Guillon, un corsario que mandaba una flotilla compuesta por la fragata South Caroline (28 cañones) y ocho bergantines.
A pesar de recibir órdenes de Gálvez para que la expedición no se efectuara, así sus fuerzas pudieran ser empleadas en la invasión de Jamaica, Cagigal continuó con su esquema y la expedición partió el 18 de abril de 1782 desde La Habana. Estaba compuesta por los 9 barcos armados norteamericanos y 54 transportes españoles con 2500 soldados. El 4 de mayo la flota se presentó frente a Nasáu, bloqueó el puerto y capturó algunas presas.
Cagigal envió el 6 de mayo a Miranda como parlamentario y le dio al capitán general británico de Bahamas, vicealmirante John Maxwell los términos de capitulación de 12 artículos, la cual fue firmada el 8 de mayo por Miranda y Maxwell. Los británicos, junto con la plaza y el archipiélago de Bahamas rindieron 12 buques de guerra de diverso porte (incluso una fragata), 159 cañones, 6 obuses, 36 granadas de mano, 868 mosquetes, 31 pistolas y 86 espadas. Se hicieron 1412 prisioneros de los cuales 274 eran soldados pertenecientes a las tropas regulares, 338 milicianos, y 800 marineros de los buques y 2376 esclavos. Se capturaron los abastecimientos de Nueva Providencia y se apresaron al comercio 5 goletas, 2 balandras y alrededor de 65 embarcaciones menores. Se tomaron los cinco fuertes y 566 casas sin ninguna baja.
La expedición contra Bahamas fue un éxito rotundo y se ocupó un punto estratégico muy importante en el Caribe. Sin embargo Bernardo de Gálvez, frustrado por la derrota naval francesa en la batalla de Dominica durante las operaciones navales en la guerra de Independencia de los Estados Unidos, se enojó porque Cagigal no había seguido sus órdenes de abandonar el ataque a las Bahamas.
Gálvez dispuso el arresto de Cagigal por el supuesto maltrato del general británico John Campbell luego del sitio de Pensacola en 1781. Cagigal estuvo diez años en prisión en Cádiz y su carrera militar quedó arruinada. Francisco de Miranda fue acusado de cargos similares y huyó en un barco estadounidense para prestar sus servicios a la independencia hispanoamericana.
Gálvez recibió los créditos históricos por la captura de las Bahamas, a pesar de que intentó cancelar el proyecto.

## Recuperación británica de las Bahamas
Un norteamericano leal a la Corona británica llamado Andrew Deveaux, llevó adelante la reconquista de Nasáu, para lo cual partió de San Agustín el 17 de abril de 1783 con solo 70 hombres. Dos días después se le unió en el mar el bergantín corsario Perseverance de 26 cañones, al mando de Thomas Dow, y el bergantín Whitby Warrior de Daniel Wheeler y 120 hombres. Deveaux reunió a así 220 hombres y 150 mosquetes para enfrentar una fuerza de 600 soldados entrenados. La expedición ancló frente al puerto de Eleuthera el 6 de abril, reclutando otros 170 voluntarios para asaltar la guarnición española en Nueva providencia.
Cuatro días después el barco español Flor de Mayo llegó a Nueva Providencia con un mensaje del gobernador de Cuba Luis de Unzaga y Amézaga, comunicando que las preliminares de la paz habían sido firmadas en Europa y que las Bahamas debían ser restauradas al Gobierno británico por un intercambio con la Florida Oriental.
Cuando la flotilla de Deveaux se acercó a Nueva Providencia el 13 de abril, el comandante español Claraco los confundió con contrabandistas. Sus patrullas de aduanas se sorprendieron al amanecer la mañana siguiente al encontrar un grupo de desembarco fuertemente armado bajando a tierra para ocupar Fort Montagu y tres guardacostas. Claraco se retiró a su ciudadela y un breve cese al fuego fue acordado, que Deveaux abandonó en los siguientes días. Los españoles abandonaron sus barcos de guerra y se recluyeron en la ciudadela el 16 de abril, y decidieron rendirse dos días después.
Más de 600 españoles rendidos y 50 cañones y 7 barcos fueron capturados. Algunos de los barcos que habían sido barrenados fueron reflotados y los españoles repatriados a Cuba en ellos. En agradecimiento a sus esfuerzos Deveaux recibió una gran porción de la isla Cat, en donde construyó una mansión en Port Howe, cuyos restos aún existen.
La corona española reconoció la soberanía británica sobre las Bahamas en intercambio por Florida Oriental bajo los términos del Tratado de París firmado el 3 de septiembre de 1783.